# Ismene amancaes
Ismene amancaes es una especie de planta bulbosa en la familia de Amaryllidaceae. Es originaria del Perú.

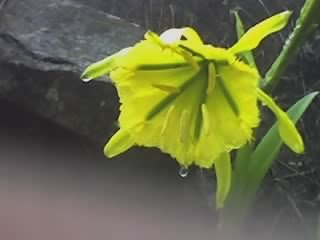
Detalle de la flor

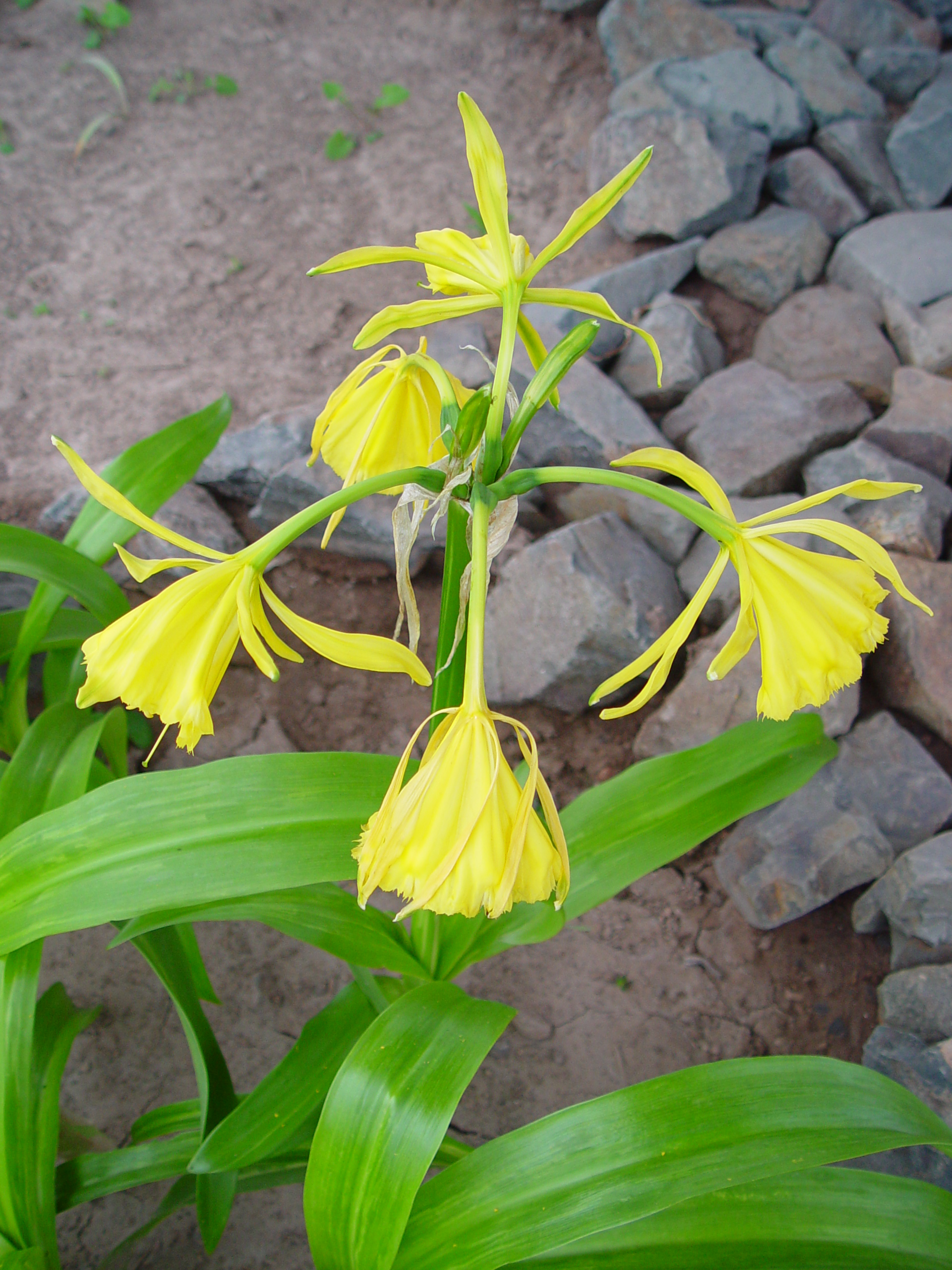
Ismene amancaes cultivada en el Jardín Botánico del Parque de Las Leyendas, Lima, Perú.

## Distribución y hábitat
Es endémica de las lomas costeras del Perú y sólo aparece en la estación fría y nublada. A pesar de ser símbolo de la ciudad de Lima, se le cultiva muy poco en esta ciudad. Actualmente sobrevive en pocos lugares de la capital del Perú, por ejemplo se la puede encontrar al sur de la ciudad en los distritos de Pachacámac y Rimac;y al norte en el distrito de Comas y Carabayllo.

## Descripción
La planta es una hierba con bulbos blancos, hoja de color verde intenso y flores terminales amarillas con interior verdoso. Florece una vez al año, naciendo entre piedras y neblina, y tiene un tiempo de vida corto de 2 a 4 días.

## Taxonomía
Ismene amancaes fue descrita por (Ruiz & Pav.) Herb. y publicado en An Appendix 46, en el año 1821.
Sinonimia
- Narcissus amancaes Ruiz & Pav. (1898).
- Pancratium amancaes (Ruiz & Pav.) Ker Gawl. (1809). basónimo
- Hymenocallis amancaes (Ruiz & Pav.) G.Nicholson (1885).
- Ismene crinifolia Salisb. (1812).
- Ismene integra M.Roem. (1850).
- Hymenocallis amancaes subsp. herbertiana Traub (1968)[1]

## Nombre común
- Amancay, amankay, hamancaes, janacai, lamanckai y flor de amancaes.